# Brezjnev (film)
Brezjnev (Russisch: Брежнев) is een Sovjet-Russische documentaire over Leonid Brezjnev uit 1982. De film is waarschijnlijk gemaakt na de dood van Brezjnev, en verspreid in verschillende talen naar de bondgenoten van de Sovjet-Unie. Opvallend genoeg bezit de Prelinger Archives de versie die waarschijnlijk voor Cuba was bedoeld. De film bevindt zich in het publiek domein.